# باول ميتز
باول ميتز (بالدنماركية: Paul Metz) هو لاعب هوكي الحقل دنماركي، ولد في 17 نوفمبر 1892 في كوبنهاغن في الدنمارك، وتوفي في 8 سبتمبر 1975.

## وصلات خارجية
- باول ميتز على موقع اللجنة الأولمبية الدولية (الإنجليزية)
- باول ميتز على موقع أوليمبيديا (الإنجليزية)